# 俺たちは異世界に行ったらまず真っ先に物理法則を確認する
『俺たちは異世界に行ったらまず真っ先に物理法則を確認する』（おれたちはいせかいにいったら まずまっさきにぶつりほうそくをかくにんする）は、藍月要による日本のライトノベル。略称は「異世界物理」。イラストは閏月戈が担当している。ファミ通文庫（KADOKAWA）より2016年12月から2018年7月まで刊行された。 

## 概要
ある日、全国高等専門学校ロボットコンペディションに出場するため学校で作業をしていた高等専門学校（高専）に通う雨ケ谷幹人たち11人と妹の計12人が異世界に召喚させられる。
太陽の数などで来た場所が異世界だと判断するとできる限りの物理法則を確認する。そして、ある時見つけた魔法具を皮切りに次々と魔法や魔法具を分析・解析しシステム化に乗り出す。

## 登場人物

### 大山高専
雨ケ谷幹人（あまがやみきひと）
機械科3年生。人当たりがよく抜群のコミュ力を持つ。一緒に異世界に来た妹・雨ケ谷咲がいる。もちろん馬鹿
三嶺魅衣（みつみねみい）
情報科4年生。どの業界でも学生にして名の通った天才プログラマーであるが人間相手の情報通信は悲惨。幹人のことが好きで幹人が殺されそうになった時、反撃して相手を殺そうとした。そして馬鹿。
中久喜照治（なかくきてるじ）
電気科5年生でロボット研究部部長。雨ヶ谷兄妹の幼馴染であり兄貴分として慕われている。空気が読めないカリスマリーダー。末期的馬鹿。
犬塚篤
機械科3年男子。基本的にテンションが高い。タフな馬鹿。
鉢形鉄次郎
機械科5年男子。筋肉がモリモリな頼れる武人。意外と馬鹿。
田川
電気科4年男子。スキンヘッドが輝くおもしろいお兄さん。中々馬鹿。
横倉
建築科5年女子。肝が据わったチャキチャキ姉御肌。がっつり馬鹿。
塚崎
化学科3年女子。非ロボ研部員、買い出しの手伝いをしてた時に巻き込まれた。料理が上手なダウナーギャル。かすかに馬鹿。
井岡
電気科2年男子。見た目がチャラいガチオタお調子者。すごく馬鹿。
島田
機械科2年男子。字が上手い几帳面なお調子者。とても馬鹿。
向野
電気科1年男子。涙腺が緩い建気な後輩。これからきっと馬鹿。
雨ケ谷咲（あまがやさき）
幹人の妹で中学2年生。テニス部所属のスポーツ系女子。

### 異世界
ザザ・ビラレッリ
異世界に来た幹人たちと最初に出会った異世界の冒険者女子。ピンクの髪をしており【血染め桜】と呼ばれている。数字外れ（ナンバーレス）の一人で特等冒険者。実は子爵の落ちぶれ貴族。

## 用語
大山高専
幹人たち高専生が通う架空の学校。正式名称は『大山工業高等専門学校』
機械科、電気科、化学科、建築科、情報科の学生がでてくることから最低でも5学科は設置されている。
全国高等専門学校ロボットコンペディション
通称ロボコペ。毎年11月の第2土曜日に全国大会が開かれている。地区大会で優勝・準優勝したチームのみ全国大会に出場できる。現実世界での『アイデア対決・全国高等専門学校ロボットコンテスト』だと思われる。
ロボット研究部
幹人たちが所属する部活。通称ロボ研。部員数は約30名。部員は左胸に名前が刺繍された紺色系のツナギを着用している。
魔算キューブ
情報の演算処理を行うマイコンや入出力ポートが一体化した部品。
魔吸コイン
星から人間の代わりに魔力を引き出し動力源になる部品。
魔水晶
魔力を魔法に変換したりエネルギーなどを魔力信号に変換するなどの機能を持った入出力素子。
魔力導線
魔力を伝達する導線。
魔術具
魔算キューブ、魔吸コイン、魔水晶、魔力導線で構成された機器。開発機を用いてプログラムを構築し、様々な魔術具を作ることができる。

## 既刊一覧
| 巻数 | タイトル                                                | 発売日         | ISBN              |
| ---- | ------------------------------------------------------- | -------------- | ----------------- |
| 1    | 俺たちは異世界に行ったらまず真っ先に物理法則を確認する  | 2016年12月28日 | 978-4-04-734389-4 |
| 2    | 俺たちは異世界に行ったらまず真っ先に物理法則を確認する2 | 2017年5月30日  | 978-4-04-734638-3 |
| 3    | 俺たちは異世界に行ったらまず真っ先に物理法則を確認する3 | 2017年11月30日 | 978-4-04-734855-4 |
| 4    | 俺たちは異世界に行ったらまず真っ先に物理法則を確認する4 | 2018年7月30日  | 978-4-04-735164-6 |